# Kotelniczny
Kotelniczny, Kotelniczy Potok – potok w Beskidzie Sądeckim, będący prawym dopływem Czarnej Wody. Źródła znajdują się na południowo-zachodnim stoku Złomistego Wierchu Południowego, na wysokości ok. 1050 m n.p.m. Obszar źródliska objęty jest ochroną rezerwatu przyrody Nad Kotelniczym Potokiem. Dolina potoku jest położona pomiędzy grzbietami Świniarek na zachodzie oraz Mokrej na wschodzie. Ujście znajduje się ok. 600 m na północ od ostatnich zabudowań miejscowości Czarna Woda, na wysokości ok. 690 m n.p.m.
Zlewnia Kotelnicznego znajduje się w granicach wsi Jaworki w województwie małopolskim, w powiecie nowotarskim, w gminie miejsko-wiejskiej Szczawnica.